# Mycalesis pernotata
Mycalesis pernotata är en fjärilsart som beskrevs av Tryon 1890. Mycalesis pernotata ingår i släktet Mycalesis och familjen praktfjärilar. Inga underarter finns listade i Catalogue of Life.